# The Panda’s Thumb
The Panda's Thumb — блог, посвящённый вопросам креационизма и эволюции с точки зрения основной научной точки зрения. В 2006 году журнал Nature включил его в пятёрку лучших научных блогов, а Марк Паллен назвал его «идеальным блогом по дебатам об эволюции и креационизме».
Блог был написан несколькми авторами, в их числе Уэсли Р. Элсберри, Джо Фельзенштейн, Пол Р. Гросс, Ник Мацке и Марк Перах, многие из которых вели дополнительные блоги на ScienceBlogs до того, как тот прекратил своё существование. Блог получил своё название от «The Panda's Thumb», паба виртуального университета Эдиакары, названного в честь одноимённой книги Стивена Джея Гулда, которая, в свою очередь, берёт своё название из эссе «The Panda's Peculiar Thumb», в котором обсуждается сесамовидная кость панды, пример конвергентной эволюции.